# Nic Fink
Nicolas Fink (Houston, 3 de julho de 1993) é um nadador estadunidense.

## Início da vida
Fink cresceu em Morristown, Nova Jersey, e estudou na Pingry School. Ele começou a sonhar em ser um atleta olímpico enquanto assistia natação na televisão quando criança.
Fink treinou com várias equipes de natação ao redor do mundo, incluindo a Saint Petersburg Aquatics, onde nadou ao lado de atletas como Robert Finke, Joshua McQueen e Melanie Margalis. Colegialmente, Fink competiu pelo Georgia Bulldogs da Universidade da Geórgia, assinando sua carta oficial de intenções no outono de 2010. Ele foi para a escola de engenharia e trabalha em um emprego de engenharia em tempo integral enquanto nada.

## Carreira
Fink competiu em sua primeira seletiva olímpica dos EUA em 2012, nas seletivas olímpicas de natação dos EUA de 2012, realizadas em Omaha, Nebraska, em junho e julho. Ele ficou em 11º lugar nos 100 metros peito com um tempo de 1:01.14, 17º nos 200 metros peito com um tempo de 2:13.89 e 26º nos 200 metros medley individual com seu tempo de 2:03.69. Ele não se classificou para a equipe olímpica dos EUA de 2012 em nenhum dos eventos em que competiu.
Para o Campeonato Mundial de Piscina Curta de 2021 em Abu Dhabi, Emirados Árabes Unidos, em dezembro, Fink entrou para competir em quatro eventos individuais, os 50 metros peito, 100 metros peito, 200 metros peito e 100 metros medley individual. Fink começou a competição no primeiro dia, classificando-se para as semifinais dos 100 metros peito em terceiro lugar com um tempo de 57,02 segundos. Nas semifinais, ele ficou em segundo lugar com um tempo de 56,48 segundos, sete centésimos de segundo mais lento que o número um Arno Kamminga da Holanda. Fink ganhou a primeira medalha de Campeonato Mundial de sua carreira na final dos 100 metros peito, terminando em terceiro para ganhar a medalha de bronze com um tempo de 55,87 segundos.
Na final dos 100 metros peito no Campeonato Mundial de Esportes Aquáticos de 2022, disputado no segundo dia da competição de natação em piscina, Fink conquistou a medalha de bronze com um tempo de 58,65 segundos, terminando 0,39 segundos atrás do medalhista de ouro Nicolò Martinenghi, da Itália. Na quarta noite na Danube Arena, ele começou ganhando o título mundial nos 50 metros peito, terminando em um tempo recorde americano de 26,45 segundos para dividir o pódio com o medalhista de bronze e compatriota Michael Andrew. Isso marcou sua primeira medalha de ouro no Campeonato Mundial de longa distância, depois de duas medalhas de ouro e títulos mundiais em eventos individuais no Campeonato Mundial de curta distância no ano anterior. Aproximadamente 45 minutos depois, ele ganhou uma medalha de ouro como parte do revezamento medley misto 4×100 metros, dividindo 57,86 na etapa de nado peito do revezamento para contribuir para um primeiro lugar em 3:38,79.